# 开放知识库连接
开放知识库连接（Open Knowledge Base Connectivity），是一种在本体储存库或对象关系数据库之类的知识表达系统之中用于访问知识的一种协议和API。与作为的知识交换格式（Knowledge Interchange Format）相比，OKBC在某种程度上起着补充作用。